# Condado de Butte (Califórnia)
O condado de Butte (em inglês:  Butte County) é um dos 58 condados do estado americano da Califórnia. Foi incorporado em 1850. A sede do condado é Oroville e a cidade mais populosa é Chico.

## Geografia
De acordo com o United States Census Bureau, o condado possui uma área de 4 344 km², dos quais 4 238 km² estão cobertos por terra e 105 km² por água.

## Demografia
Segundo o censo nacional de 2010, o condado possui uma população de 220 000 habitantes e uma densidade populacional de 52 hab/km². Possui 95 835 residências, que resulta em uma densidade de 23 residências/km².
Das 5 localidades incorporadas no condado, Chico é a cidade mais populosa, com 86 187 habitantes, o que representa 39% da população total, enquanto que Gridley é a cidade mais densamente povoada, com 448,8 hab/km². Biggs é a cidade menos populosa do condado, com 1 707 habitantes. Apenas 2 cidades possuem população inferior a 10 mil habitantes.